# Basílica de la Caridad (Sanlúcar de Barrameda)

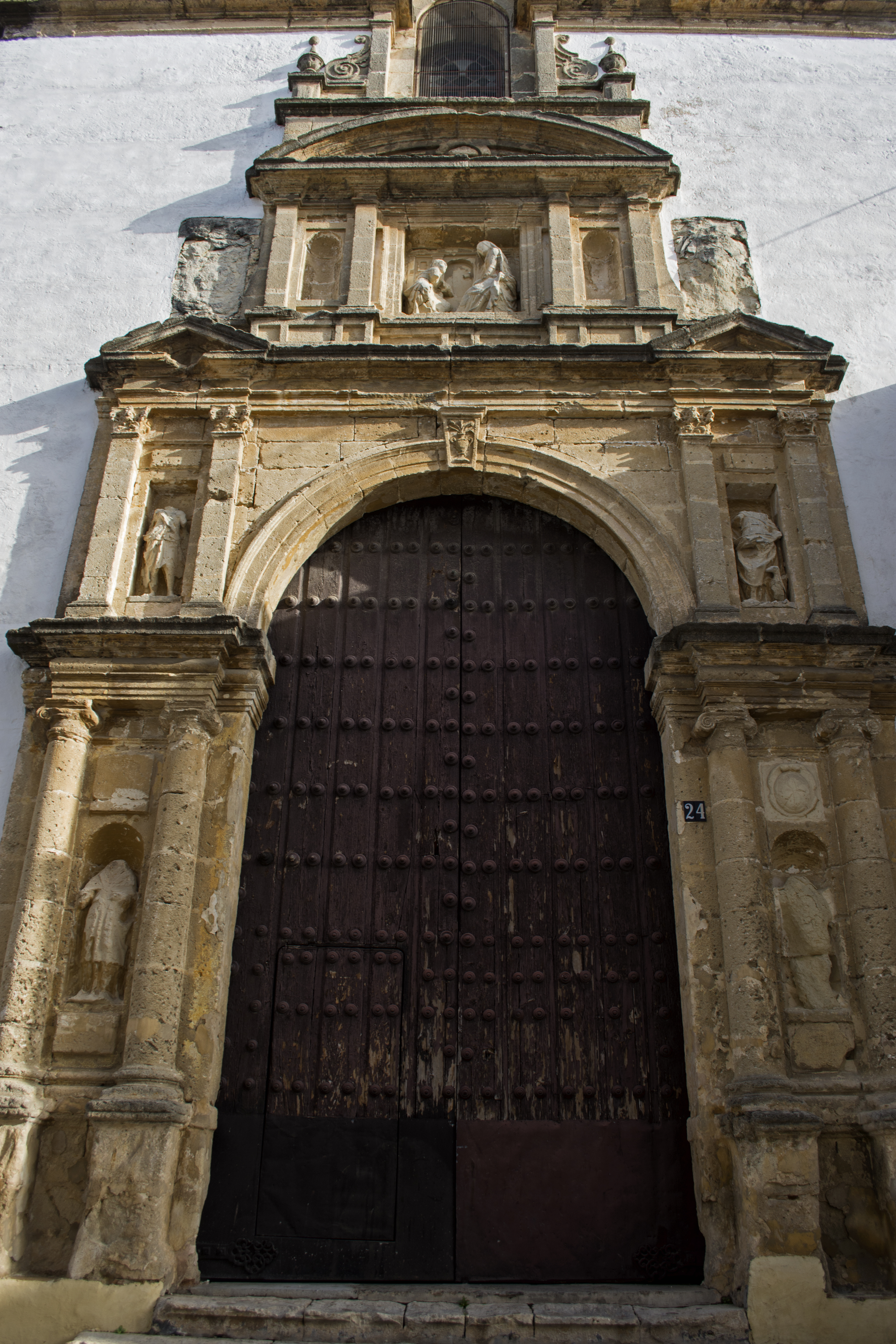
Portada de los pies de la iglesia.

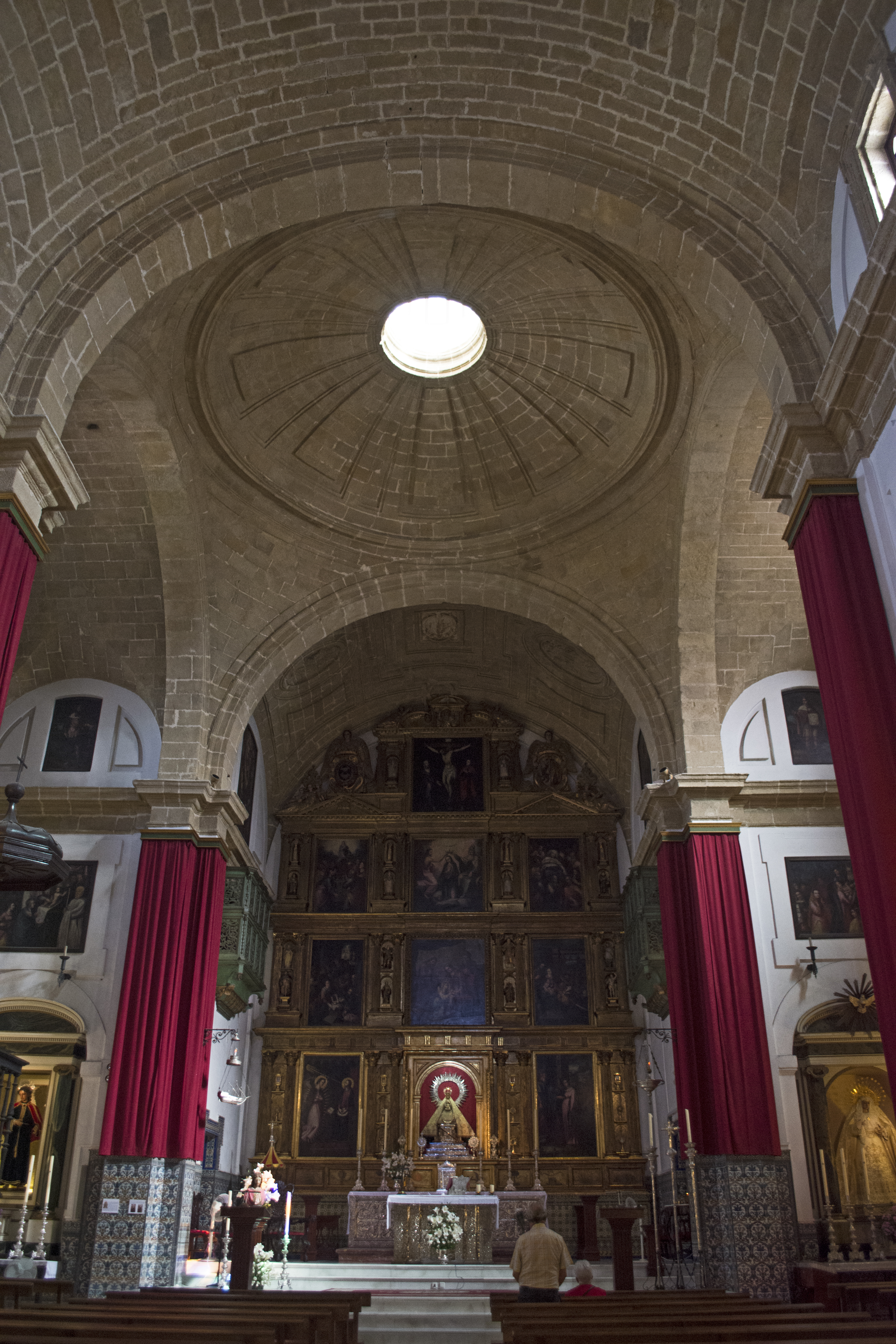
Interior de la basílica, en el que destaca el retablo mayor trazado por Alonso de Vandelvira con pinturas de Francisco Juanete y también la bóveda de cañón.

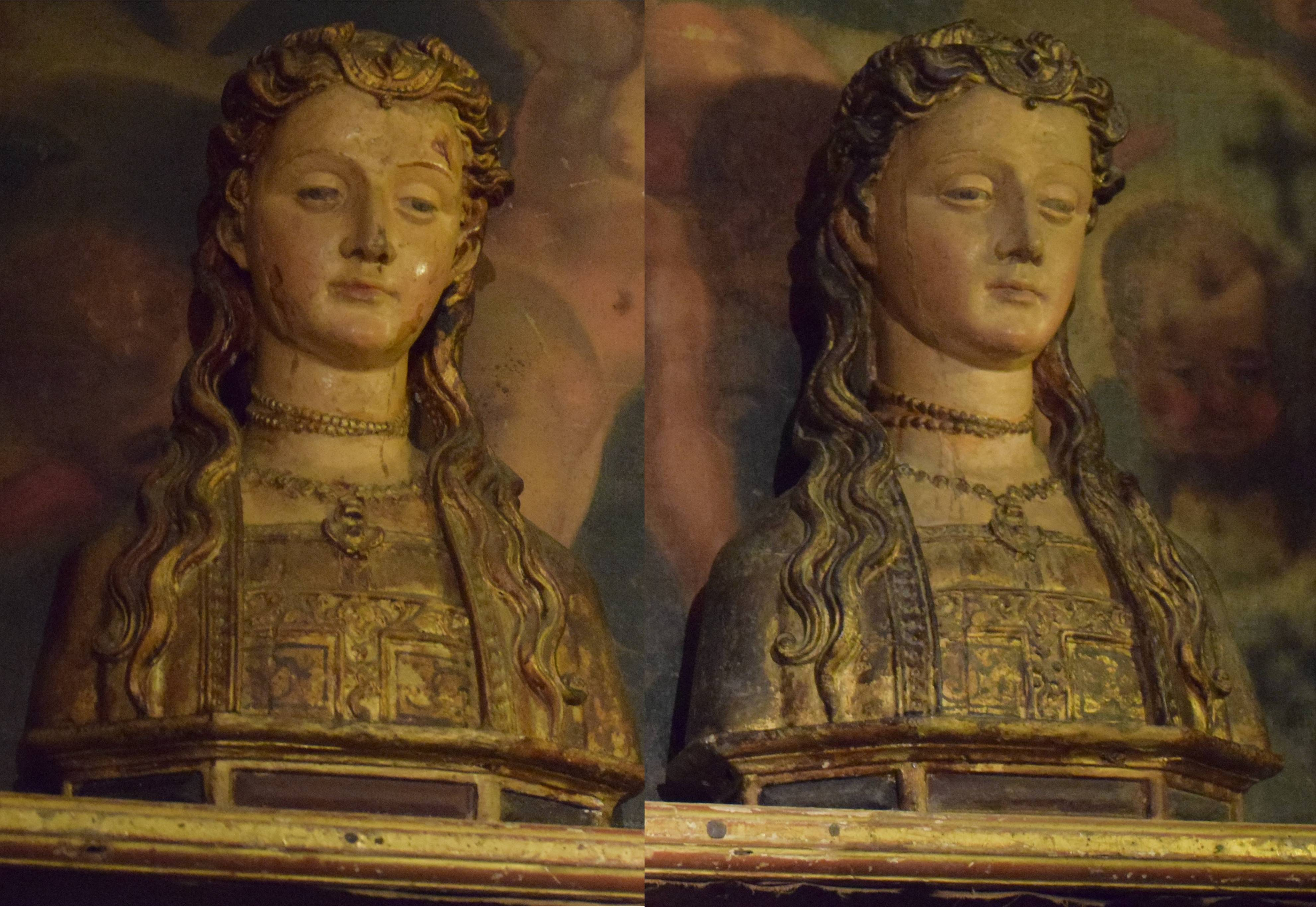
Dos de los Relicarios del séquito de Santa Úrsula y las Once Mil Vírgenes.

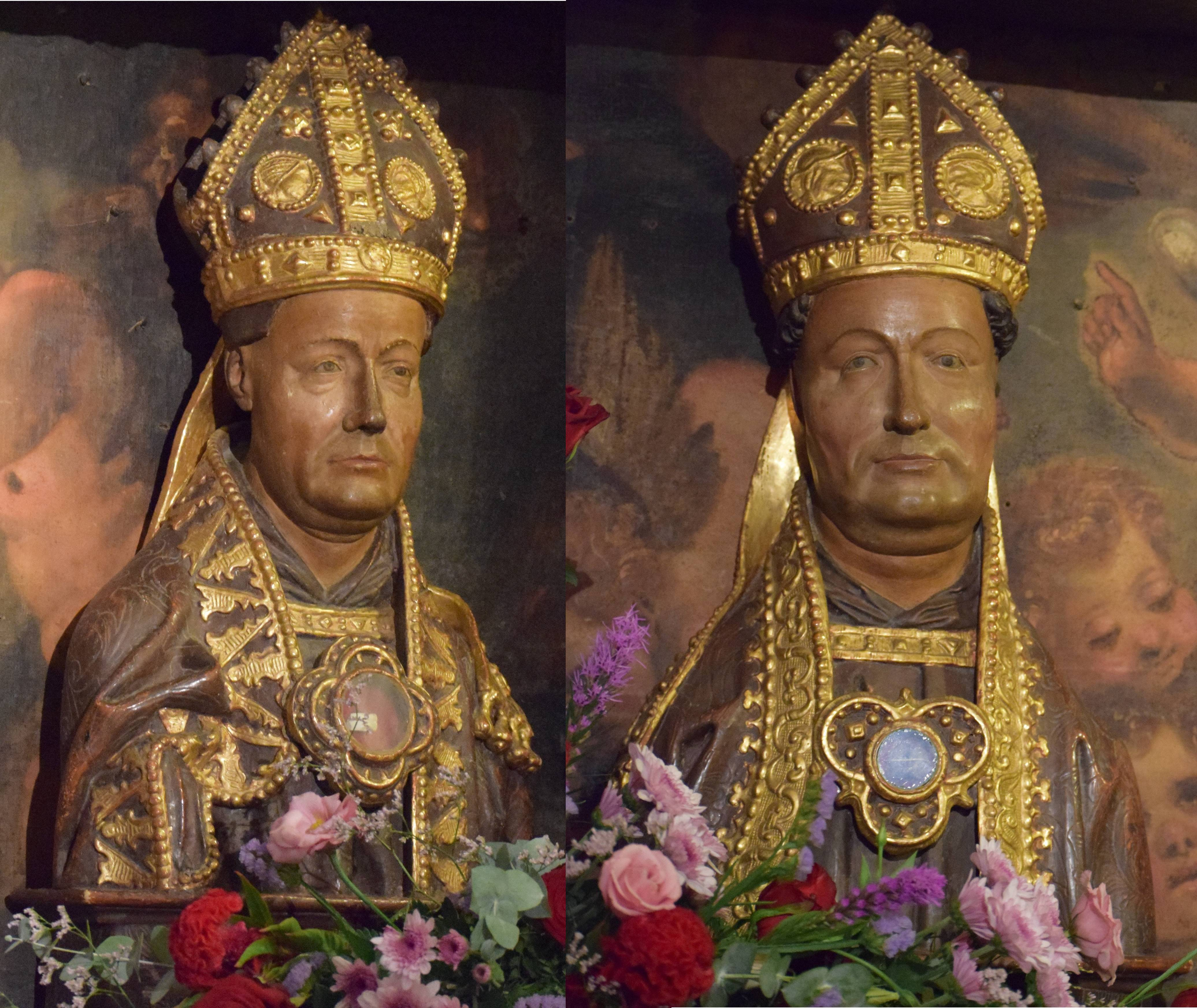
Los otros dos bustos del séquito de Santa Úrsula.

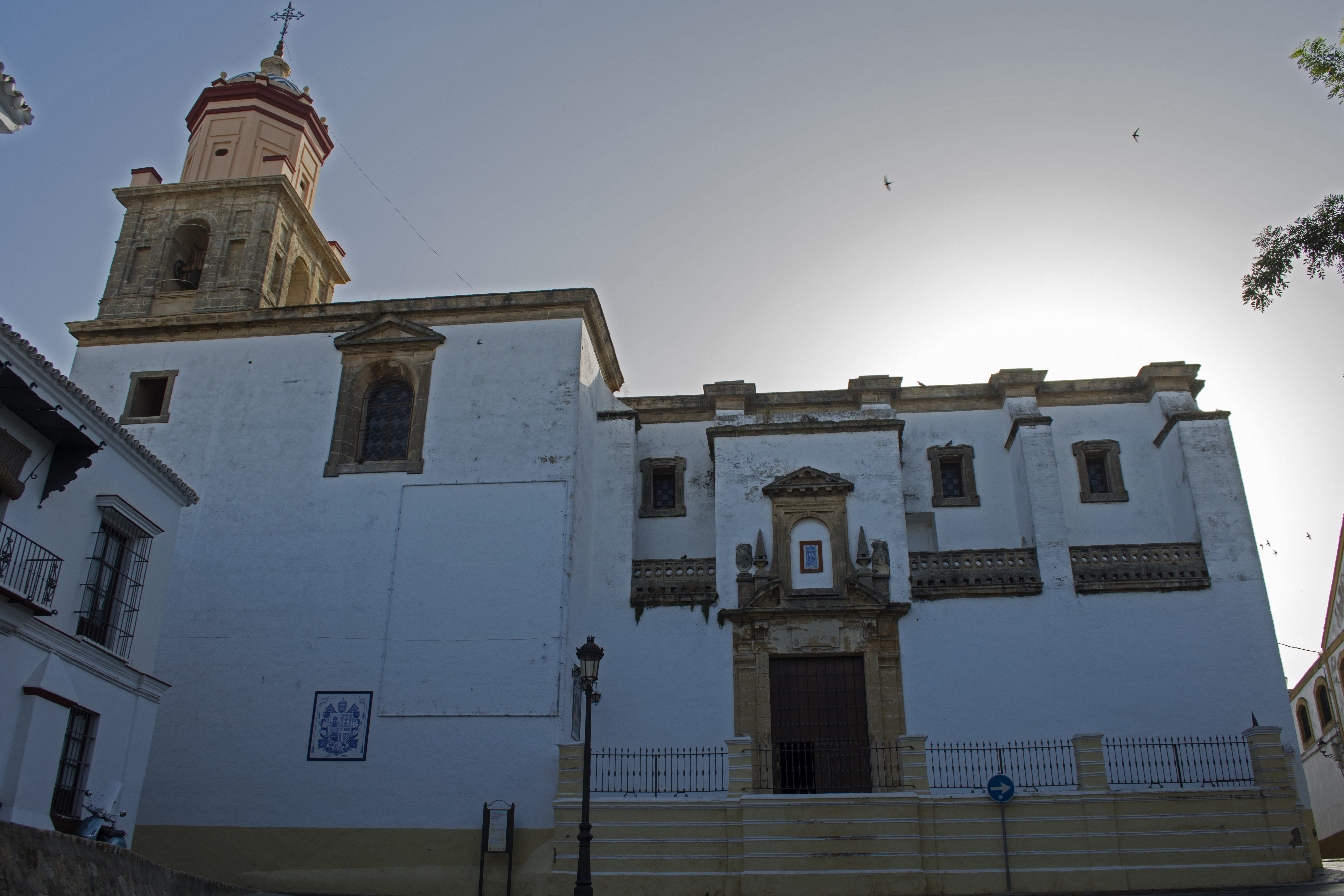
Vista general de la basílica de la Caridad.

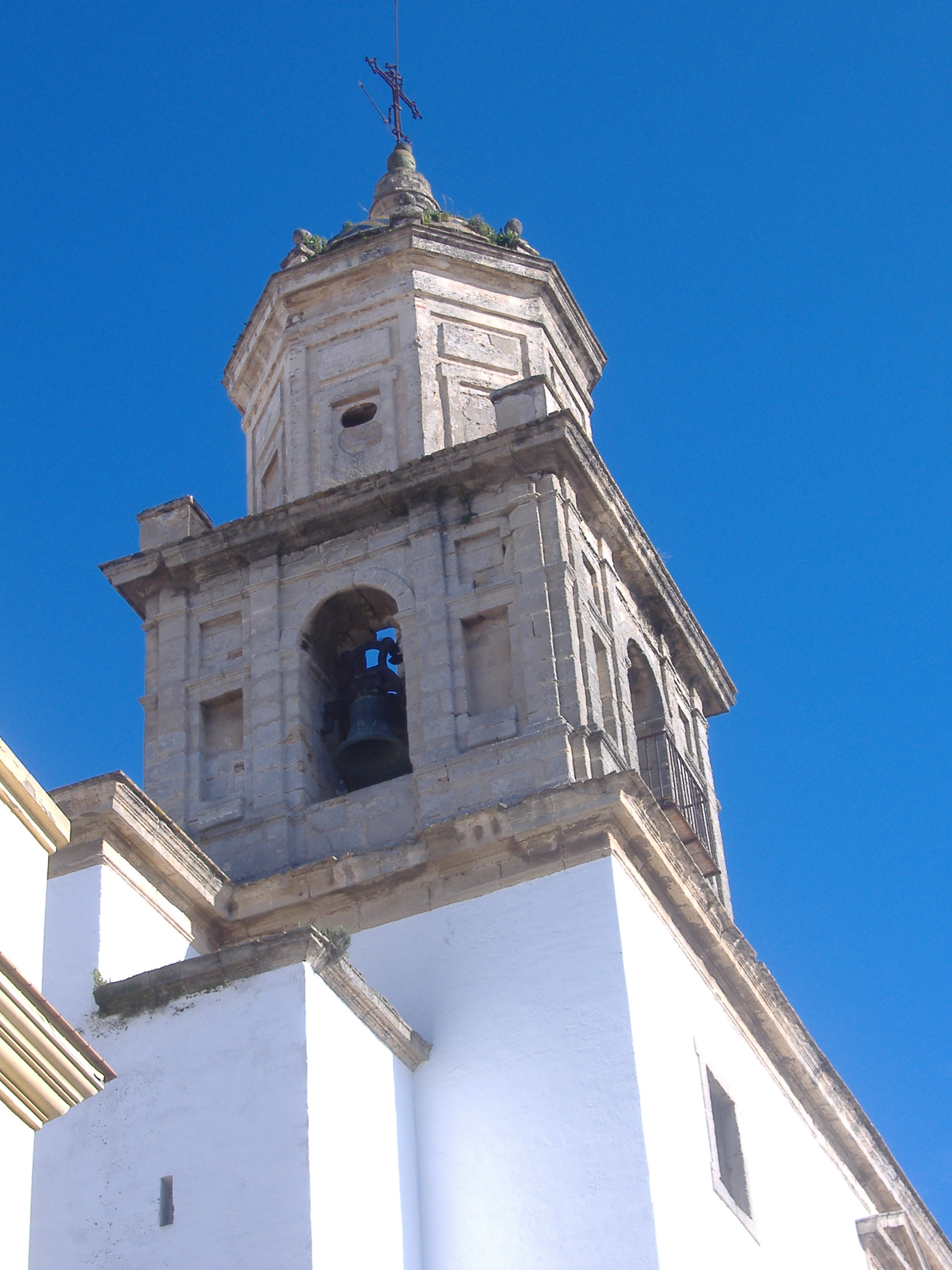
Campanario de la basílica de la Caridad.

La Basílica de Nuestra Señora de la Caridad es un templo católico situado en la ciudad española de Sanlúcar de Barrameda, en la andaluza provincia de Cádiz. Es un importante centro de la devoción católica local, pues se trata del santuario donde reside la imagen de Nuestra Señora de la Caridad Coronada que, tras una larga serie de milagros, fue proclamada en 1618 patrona de Sanlúcar de Barrameda y de todos los estados de la Casa de Medina Sidonia. El año 1965, la imagen fue coronada canónicamente por el Cardenal Arzobispo de Sevilla Bueno Monreal, por concesión del papa Pablo VI y fue designada alcaldesa perpetua de la ciudad. En 1997 el santuario fue elevado a la dignidad de basílica menor por breve del papa Juan Pablo II. El año 2002 el mismo pontífice proclamó a la Virgen patrona canónica de la ciudad. La Basílica de la Caridad es una pieza fundamental del Conjunto histórico-artístico de Sanlúcar de Barrameda, declarado como tal en 1973, y alberga una importante colección de reliquias, entre las que destacan los Relicarios del séquito de Santa Úrsula y las Once Mil Vírgenes. En esta Basílica también se encuentra Nuestro Padre Jesús Nazareno, imagen de gran devoción en esta ciudad, conocido popularmente como "El Señor de Sanlúcar".

## Fundación
El templo fue construido entre los años 1609 y 1613 por el arquitecto Alonso de Vandelvira, maestro mayor de la Casa de Medina-Sidonia, en estilo manierista. Sus patronos fueron Alonso Pérez de Guzmán el Bueno y Zúñiga, VII Duque de Medina-Sidonia y su mujer Ana de Silva y Mendoza, cuyos restos mortales reposan en él. El santuario era una fundación propia de la Casa Ducal, gobernada por capellanes nombrados directamente por el duque, cuyo número estaba entre los diez y los doce. Junto con la iglesia, existía un hospital de mujeres, un colegio de niñas huérfanas y otro de niños. La iglesia contaba con una capilla musical formada por diversas voces e instrumentos.

## Descripción del edificio
El material de construcción que predomina es el ladrillo y la mampostería, aunque las portadas, el campanario, la cubierta y los enmarques de ventanas están realizados en cantería. La planta del santuario es de cruz latina, con una sola nave a la que se abre capillas. El crucero está cubierto por una cúpula casi plana sin tambor, coronada por linterna. El exterior de esta iglesia es bastante sobrio y en él destacan la torre y sus dos portadas. La fábrica es de ladrillo encalado y de piedra, reservándose este material en las portadas, molduras de los vanos, cornisas y antepechos. 

### Portada de los pies
La portada de los pies está formada por un arco de medio punto, a cuyos lados se superponen nichos con esculturas decapitadas y sin manos dispuestos entre columnas adosadas jónicas en el primer cuerpo y entre pilastras corintias en el segundo, que representan a San Ildefonso, Santo Domingo, San Juan Bautista y San Juan Evangelista. El segundo cuerpo presenta un relieve de Santa Ana y la virgen de Andrés de Castillejo.

### Portada lateral
La portada lateral del lado del evangelio, situada tras el muro y reja del compás, es más sencilla y está formada por un hueco adintelado. Esta portada consta de dos cuerpos, el inferior con un ancho entablamento sobre el que se dispone un frontón curvo partido y de donde arranca una alta hornacina muy plana, que se eleva en el paramento entre pináculos y se remata con un frontón recto.
La torre, realizada en piedra, consta de dos cuerpos. El primero es de base cuadrada con un hueco en cada frente y el segundo octogonal, prácticamente ciego y rematado por un cupulín. En su composición se utilizan pilastras adosadas.

## Bienes muebles
En el interior de la iglesia destaca el retablo del Altar mayor que data de 1612, fue proyectado por Alonso de Vandelvira y ejecutado por Martín Christián y Hernando de Moya. Está formado por tres cuerpos, tres calles separadas por dobles columnas y ático y decorado con pinturas realizadas por Francisco Juanete, alusivas a la vida de la Virgen y relicarios. El programa iconográfico se completa en los diversos altares y paramentos con diversas pinturas, como el Árbol de Jesé, en parangón con el árbol genealógico de los guzmanes, la resurrección de Cristo y otros. Asimismo el santuario ha contado tradicionalmente con una importante colección de reliquias y piezas de orfebrería donadas por la Casa de Medina Sidonia, entre las que destacan los Relicarios del séquito de Santa Úrsula y las Once Mil Vírgenes, que son unas esculturas en forma de busto, realizadas en Flandes hacia 1520-1530 y regaladas por el Emperador Carlos V.
Entre las piezas realizadas entre los siglos XVII y XX, destaca el templete en que procesiona el 15 de agosto la Virgen de la Caridad, el altar, el frontal, el sagrario y los seis candelabros de plata del altar mayor. Asimismo es importante el juego compuesto por una cruz procesional y ciriales realizado en el mismo metal.

## Hermandades
En la Basílica radican la Hermandad de Nuestra Señora de la Caridad, así como la Hermandad de la Humildad y Paciencia y la Hermandad del Nazareno de Sanlúcar.